# 1914 dans les chemins de fer
Chronologie des chemins de fer
1913 dans les chemins de fer - 1914 - 1915 dans les chemins de fer

## Évènements

### Mars
- 12 mars, France : ouverture (après la ligne) de la station Concorde de la ligne 8 du métro de Paris)[1].
- 29 mars, France : déclaration d'utilité publique de la ligne de Pau à Sault de Navailles. (Compagnie des Tramways à Vapeur de la Chalosse et du Béarn)

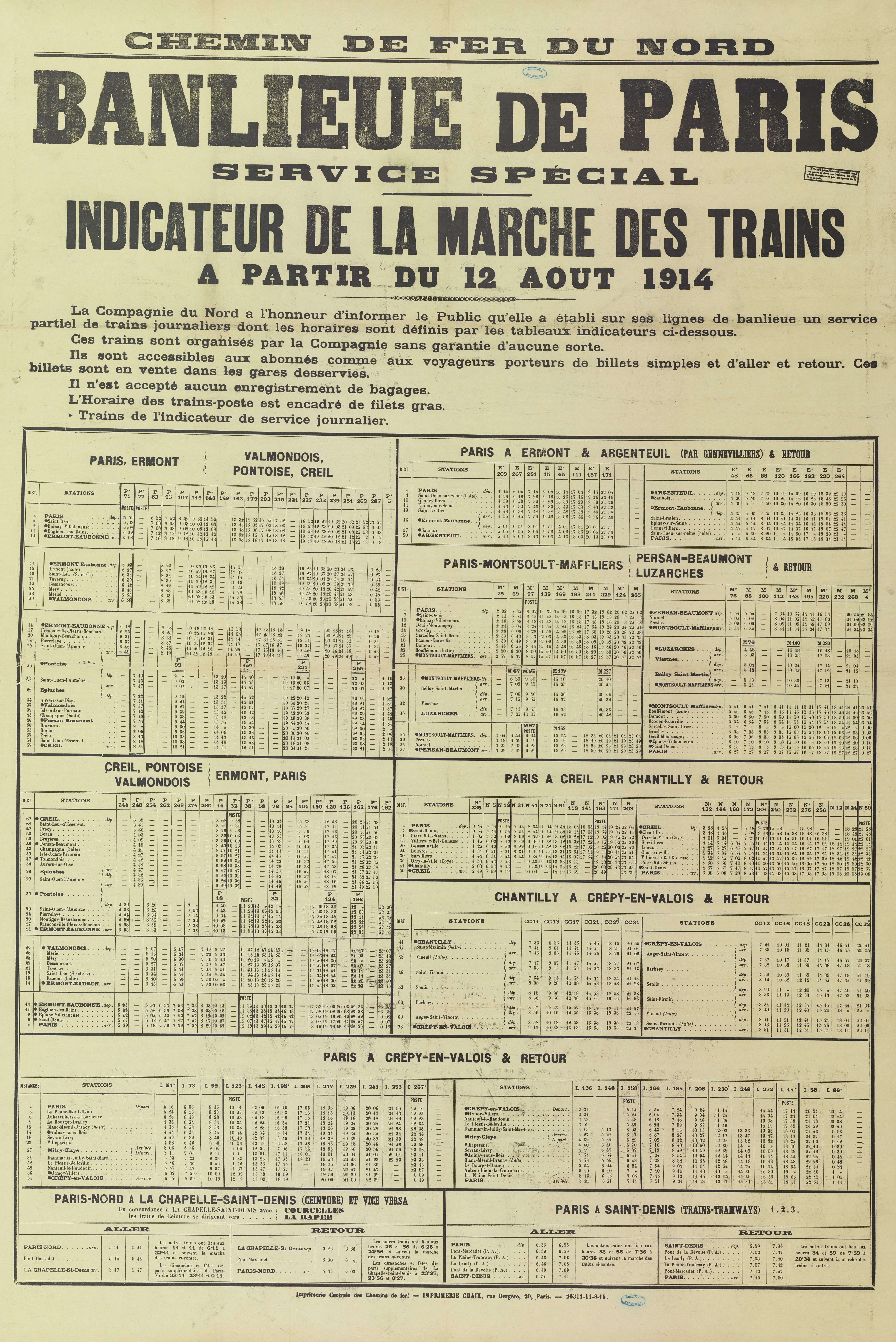
Affiche "Chemins de fer du Nord" Archives nationales ADXXC85-9

### Août
- 1er août. France : la station Rue d'Allemagne du métro de Paris est renommée Jaurès
- 2 août, France : fermeture de la station Berlin de la ligne B du Nord-Sud (future ligne 12 du métro de Paris)

### Décembre
- 1er décembre, France : réouverture de la station Berlin de la ligne B du Nord-Sud sous le nouveau nom Liège